# Воронцов-Вельяминов, Павел Николаевич
Павел Николаевич Воронцов-Вельяминов (род. 1 июля 1936, Ленинград) — советский и российский учёный, специалист в области молекулярной биофизики и математического моделирования, профессор, доктор физико-математических наук.

## Биография
Родился в городе Ленинграде. В 1954 году поступил на геологический факультет ЛГУ, а в 1956 году перевелся на физический факультет ЛГУ, который окончил в 1961 году. После окончания университета работал на физическом факультете сначала в должности младшего научного сотрудника кафедры радиофизики, затем ассистента кафедры общей физики № 2. В 1976 году стал доцентом кафедры статистической физики. С 1984 года года и до настоящего времени является профессором кафедры молекулярной биофизики, впоследствии кафедры молекулярной биофизики и физики полимеров, где возглавляет группу компьютерного моделирования молекулярных систем.
Награждён памятными знаками «Жителю блокадного Ленинграда», «В честь полного освобождения Ленинграда от фашистской блокады», многими юбилейными медалями, в том числе «50 лет Победы в Великой Отечественной войне», «75 лет Великой Победы», «В память 300-летия Санкт-Петербурга», медалями Санкт-Петербургского университета. Его работа отмечена многочисленными благодарностями и Почётными грамотами Ректора СПбГУ и Министерства образования РФ, благодарственными и поздравительными письмами Президентов Российской Федерации, губернаторов Санкт-Петербурга.

## Научная деятельность
Является из основателей методов математического моделирования молекулярных систем в СССР. В 1968 году защитил кандидатскую диссертацию на тему «Теоретическое исследование растворов сильных электролитов методом Монте-Карло», а в 1980 году защитил докторскую диссертацию на тему «Исследование молекулярных систем методами численного эксперимента». В 1986 году было присвоено учёное звание профессора по кафедре молекулярной биофизики.
Является соавтором научного открытия «Явление взрывной электронной эмиссии» (совместно с Г. Н. Фурсеем, Г. А. Месяцем, А. М. Искольдским, Д. И. Проскуровским и С. П. Бугаевым), зарегистрированным Государственным комитетом по науке и технике СССР в 1976 году под номером 176. В 1977 году победил в смотре-конкурсе изобретательской и патентно-лицензионной работы. Воронцову-Вельяминову и его ученикам принадлежат пионерские работы по компьютерному моделированию электролитов, ограниченных систем (кластеров), решеточных ориентационно неупорядоченных систем с дальнодействием. Для ионных систем в расчетах методом Монте-Карло была впервые изучена их структура и получена одна из первых оценок критических параметров фазового перехода типа газ-жидкость. В рамках исследования полиэлектролитов в 1980-х годах был развит метод расчета равновесного потенциала вблизи жесткого цилиндрического полииона. К пионерским разработкам относится также метод расширенных ансамблей для расчета свободной энергии и химического потенциала, получивший широкое признание. Весомый вклад в развитие методов компьютерного моделирования внесли работы по моделированию квантовых систем частиц методом интегралов по траекториям. Основные результаты исследований Воронцова-Вельяминова опубликованы в 120 статьях в ведущих научных журналах, среди которых есть высоко цитируемые (более 800 раз) публикации.
На кафедре молекулярной биофизики и физики полимеров возглавляет направление «Компьютерное моделирование молекулярных систем в рамках классической и квантовой статистики».
В СПбГУ является членом диссертационного совета Д 212.232.33 по специальности 02.00.06 — высокомолекулярные соединения (физико-математические науки), членом ученого совета физического факультета.

## Преподавательская деятельность
Читал лекции по общей физике, вел лабораторные и практические занятия на математико-механическом, химическом, геологическом, биологическом, географическом, философских факультетах. Читал курсы лекций «Статистическая физика и термодинамика» на физическом факультете и спецкурсы «Методы математического эксперимента» (на кафедре статистической физики), «Методы математического эксперимента в теории молекулярных систем», «Методы математического моделирования», «Компьютерное моделирование полимеров».
Владеет 3 иностранными языками. Под его руководством защищено более 30 дипломных работ, магистерских и бакалаврских выпускных работ, 22 кандидатских диссертации, трое из его учеников защитили докторские диссертации. Его ученики работают в ведущих лабораториях мира.